# La bella e le bestie
La bella e le bestie (ʿAlā kaff ʿifrīt) è un film del 2017 scritto e diretto da Kaouther Ben Hania.
Ispirato a una storia vera, il film è liberamente tratto dal libro di memorie del 2013 Coupable d'avoir été violée, scritto da Meriem Ben Mohamed assieme alla giornalista Ava Djamshidi. È stato scelto come film rappresentante la Tunisia nella categoria per il miglior film straniero ai premi Oscar 2019.

## Trama
A una festa per studenti universitari a Tunisi, la ventunenne Mariam conosce Youssef e si apparta con lui in una spiaggia poco distante. Tre poliziotti li scoprono e, dopo averli trattenuti con l'accusa di indecenza ed adulterio, violentano Mariam. Intenzionata a sporgere denuncia, per la ragazza inizia un'ordalia giudiziaria lunga una notte tra gli ospedali e le centrali di polizia della città, scontrandosi continuamente con l'omertà e i soprusi dei colleghi degli stupratori e con l'indifferenza, se non aperta ostilità, della gente comune.

## Distribuzione
Il film è stato presentato in anteprima il 19 maggio 2017 al 70º Festival di Cannes, nella sezione Un Certain Regard.
È stato distribuito nelle sale cinematografiche italiane da Kitchen Film a partire dal 26 luglio 2018.

## Accoglienza
Il film è stato accolto positivamente dopo la sua presentazione al Festival di Cannes, dove ha ricevuto un'ovazione di 15 minuti.
Meriem Ben Mohamed, sulla cui vicenda si basa il film e il libro da cui è tratto, si è dichiarata soddisfatta dal film, pur con le sue differenze dalla realtà, tra cui il fatto che lei e il suo ragazzo si conoscessero già da 8 mesi e l'assenza di una figura positiva tra i poliziotti con cui ha interagito, interpretata invece nel film da Noomen Hamda.

## Riconoscimenti
- 2017 - Festival di Cannes[1]
  - In competizione per il premio Un Certain Regard
- 2018 - Premi Lumière[9]
  - Candidatura al miglior film francofono